# Fischertor (Bratislava)

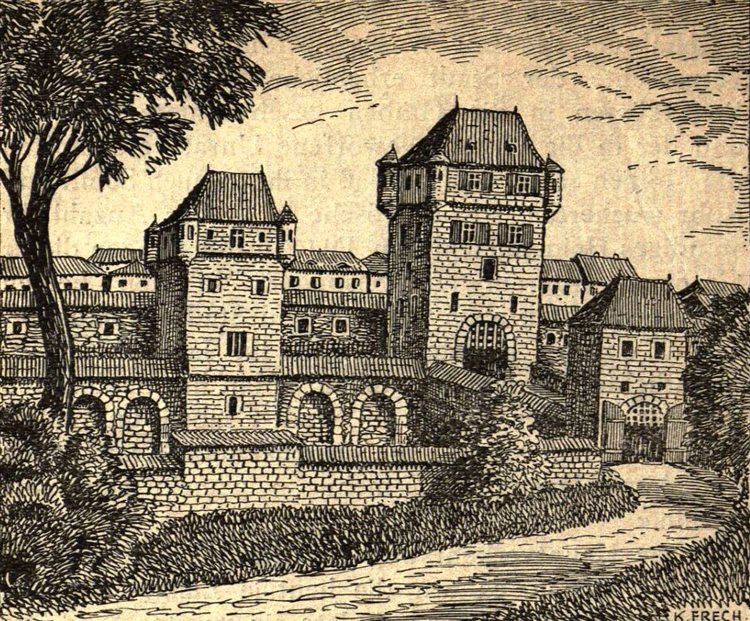
Ds Fischertor nach einer Rekonstruktionszeichnung von Karl Frech

Das Fischertor (slowakisch Rybárska brána, ungarisch Halász-kapu) ist die Bezeichnung für das heute nicht mehr existierende Tor in der Altstadt von Bratislava. Wie der Name schon erklärt, verband es die Fischerdörfer am Ufer der Donau und wurde hauptsächlich von Fischern benutzt, um ihren täglichen Fang in der Stadt zu verkaufen.
Das in der Mitte des 14. Jahrhunderts erbaute Tor war das kleinste und letzte von den vier mittelalterlichen Toren. Es bestand aus einem äußeren und inneren Tor. Beide waren mit Türmen versehen. An de Ecken befanden sich kleine Erker. Es war kein Haupttor, sondern es wird in den Kammerrechnungen der Stadt stets als „Pförtlein“ bezeichnet. Die erste Erwähnung des Fischertores finden wir im Jahre 1403, also zu einer Zeit, als sich die Neustifte vor dem Tor entwickelten. Das Tor war, ebenso wie das Weidritztor, eine Art aus der Mauer vorspringender, viereckiger Turm, welcher auf beiden Seiten durch Rondelle verteidigt und außerdem durch Erker und Zwinger befestigt war. Eine schwere in Ketten hängende Zugbrücke ermöglichte den Zugang zur Stadt. Sowohl das äußere, als auch das innere Tor hatten viereckige Formen und waren mit Fallgattern, dem sogenannten „Scheckzaun“ versehen. Unter dem Tore lief ein gedeckter Bogengang. Im Turm befand sich eine Messingglocke, die in stürmischen Nächten geläutet wurde. Bereits im Jahre 1407 standen in diesem Tor Steinbüchsen. Im Jahre 1529 befürchtete man einen Überfall durch die Türken (es war die Zeit der Türkenkriege) von der Donauseite her und das Tor wurde vermauert. Man ließ nur einen 7 Schuh hohen und 4 Schuh breiten Durchgang für die Fußgänger offen.
Erst 1756 wurde das Tor wieder eröffnet und umgebaut, erhielt dabei den Namen Maria Theresientor. Oberhalb des Tores wurde eine auf Maria Theresia bezugnehmende Gedenktafel angebracht. Die deutsche Übersetzung der in Latein gehaltenen Inschrift lautete: Maria Theresia, Kaiserin und Königin von Ungarn, hat das im Jahre 1526 nach der unglücklichen Schlacht bei Mohács aus Furcht vor dem Feinde vermauerte Fischertor nach wieder hergestellten Frieden durch den Magistrat im Jahre 1756 wieder öffnen lassen. Wenn Gott nicht das Tor bewacht, bewachen es die Menschen vergebens.
Im Jahre 1776 fiel auch dieses Tor, nachdem die mittelalterlichen Stadtmauern abgerissen wurden, der Spitzhacke zum Opfer.

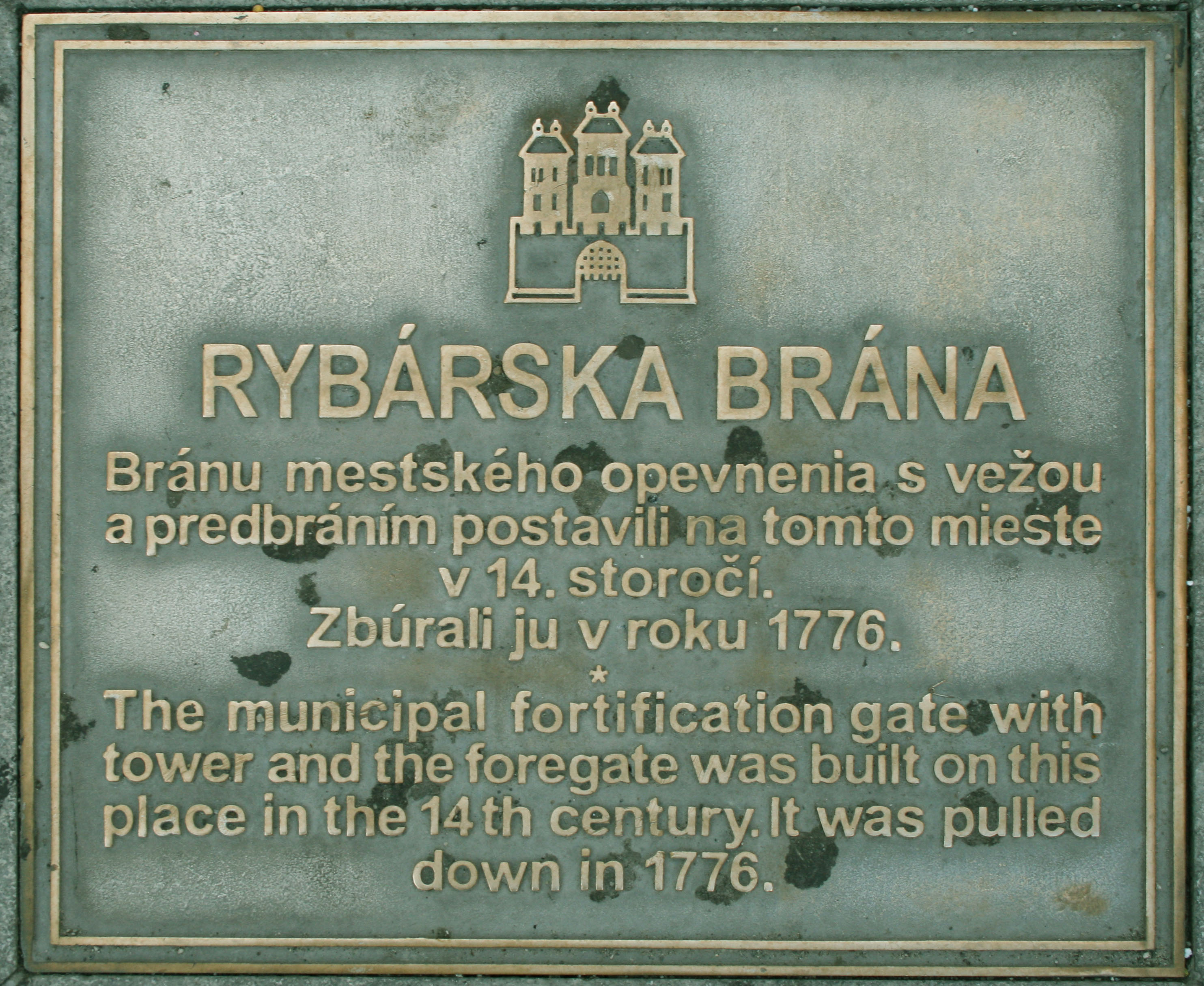
Eine Gedenktafel; deutsche Übersetzung: Das Fischertor. Das Tor der Stadtbefestigung mit Turm und äußerem Tor wurde im 14. Jahrhundert erbaut. Es wurde 1776 abgerissen.

Die durchgehende Straße trägt ebenfalls den Namen Rybárska brána (deutsch Fischertorgasse). Heute können die unterirdischen Reste unter einer Plexiglasscheibe am Hviezdoslav-Platz betrachtet werden.